# II. Mihály bolgár cár
II. Mihály (1238 – 1256) bolgár cár 1246-tól haláláig.
Fivérét, I. Kálmánt követte a trónon. Alatta a hatalom lényegében a bojárok kezében összpontosult. Egy bojár lázadás alkalmával gyilkolták meg Mihályt.